# Lototurf

Logotipo de Lototurf

Lototurf es un juego de azar español gestionado por Loterías y Apuestas del Estado. Es una combinación de sorteo de lotería activa (similar a La Primitiva) y de apuesta hípica. El nombre hace referencia a la lotería y a las carreras de caballos en las que se puede apostar denominadas turf.
La edad mínima para participar en el sorteo es de 18 años.

## Reglas y premios
El juego consiste en elegir seis números del 1 al 31, además de un número de un caballo, del 1 al 12. El terminal, al validar la apuesta, que cuesta 1 euro, añadirá un número aleatorio del 0 al 9 correspondiente al reintegro. El domingo se realiza un sorteo en el que se extraen seis bolas que forman la combinación ganadora y de un bombo aparte un número correspondiente al reintegro. El número del caballo corresponderá al caballo ganador en una determinada carrera de caballos en un determinado hipódromo. Sobre la base de los aciertos conseguidos, se establecen diversas categorías de premios que se repartirán el 55% de la recaudación.
El porcentaje dedicado a premios no podrá ser inferior al 50 por ciento de la recaudación obtenida en cada jornada.

## Fondos para premios
De acuerdo con lo dispuesto en el artículo 3 del Real Decreto 716/2005, de 20 de junio, se destina a los fondos de premios el 55 por ciento de la recaudación, que se distribuirá como sigue:  

a) El 30 por 100 se destinará a un fondo para satisfacer las siete categorías de premios que se contemplan en la Norma 17.ª Sólo se podrá percibir un premio por apuesta.  

b) El 10 por 100 se destinará al fondo de premios por reintegro en las condiciones que se establecen en la norma 19.ª  

c) El 15 por 100 se destinará al Fondo de Reserva en las condiciones establecidas por el reglamento. 

La distribución del 30 por 100 de la recaudación destinada a las categorías de premios se realizará de la forma siguiente: 
- 1.ª categoría: 6 números y el caballo ganador   ( El 6 % de la venta se destina al fondo de premios para la primera categoría.)
- 2.ª categoría: 6 números    (El 7% de la venta se destina al fondo de premios para la segunda categoría.)
- 3.ª categoría: 5 números y el caballo ganador   (El 3% de la venta se destina al fondo de premios para la tercera categoría.)
- 4.ª categoría: 5 números    (El 4% de la venta se destina al fondo de premios para la cuarta categoría.)
- 5.ª categoría: 4 números y el caballo ganador   (El 2% de la venta se destina al fondo de premios para la quinta categoría.)
- 6.ª categoría: 4 números    (El 4% de la venta se destina al fondo de premios para la sexta categoría.)
- 7.ª categoría: 3 números y el caballo ganador   (El 4% de la venta se destina al fondo de premios para la séptima categoría.)
- Reintegro: Si el número de reintegro coincide con el extraído

## Categorías sin acertantes
En caso de no haber acertantes de la 1.ª categoría, el fondo de premios de la misma se ofrecerá como bote y se acumulará al fondo de premios de la primera categoría en el sorteo inmediato siguiente.

Si no hubiera acertantes de segunda categoría pero sí de la primera, el fondo destinado a premios de la 2.ª categoría incrementará el de la 1.ª.

Si no hubiera acertantes ni de primera ni de segunda categoría, el fondo de premios de ambas se ofrecerá como bote y se acumulará al fondo de premios de la primera categoría en el sorteo inmediato siguiente.

Si no hubiera acertantes de la tercera, cuarta, quinta o sexta categorías, el fondo de premios a ellas destinado incrementará el de la cuarta, quinta, sexta o séptima, respectivamente. Si tampoco hubiera acertantes de séptima categoría, el fondo acumulado de todas ellas, incrementará el fondo de premios de la primera categoría en el sorteo inmediato siguiente. 

Si el importe unitario que resultare para los acertantes de cualquier categoría fuera inferior a 1,50 euros, el importe del fondo resultante de la categoría en la que se dé esa situación incrementará el fondo de premios de la primera categoría en el concurso inmediato siguiente. 
Y si hubiera dos o más acertante en una misma categoría, se repartirán el premio correspondiente a partes iguales.

## Historia
El 27 de junio de 1957 se autorizaron apuestas de caballos de ámbito nacional en el Hipódromo de la Zarzuela, apuestas que ya tenían una larga tradición anterior en diversos hipódromos. La apuesta hípica sobrevivió hasta 1996, cuando el hipódromo fue cerrado. Varios años más tarde, el Congreso de los Diputados, a través de una proposición no de ley, insta al Gobierno a la reapertura del hipódromo. De esta forma, en 2003 se constituye la Sociedad Estatal Hipódromo de la Zarzuela S.A. formada al 90% por la SEPI y al 10% por Loterías y Apuestas del Estado. Para colaborar en la financiación del Hipódromo de la Zarzuela, se decide restituir mediante Real Decreto en junio de 2005 las apuestas hípicas, sobre la base de carreras celebradas no sólo en el Hipódromo de la Zarzuela, sino también en otros hipódromos que tengan contrato con Loterías y Apuestas del Estado. De esta forma se constituyen dos juegos de azar paralelos con la apuesta hípica como base, Lototurf y Quíntuple Plus.